# Coliseptikämie der Kälber und Lämmer
Die Coliseptikämie der Kälber und Lämmer ist eine septikämische Erkrankung von Kälbern, Schaf- und Ziegenlämmern und wird durch das Bakterium Escherichia coli verursacht. Es werden sehr unterschiedliche E. coli-Stämme isoliert, das Serovar O78:K80 (B) dominiert jedoch bei weitem. Alle Septikämiestämme sind durch die Virulenzkriterien Adhäsionsantigen CS 31A und F17c-Fimbrien gekennzeichnet.

## Klinik
Meist tritt die Coliseptikämie bereits in den ersten Lebenstagen auf. In den allermeisten Fällen wurde die antikörperreiche Biestmilch gar nicht oder nur unzureichend aufgenommen. Die Eintrittspforten für die Erreger sind der Verdauungstrakt und der Atmungstrakt. Durch die mangelnde Immunabwehr breiten sich die Erreger über den ganzen Körper aus.
Symptome sind perakute oder akute Allgemeinerkrankungen mit völliger Appetitlosigkeit, Festliegen und teils zentralnervösen Störungen. Später kommt oft Durchfall hinzu.
Wenn die Erkrankung chronisch wird, kommt es zu Gelenkentzündungen, Nierenentzündungen und Lungenentzündungen, und letztendlich zum Kümmern.

## Therapie
Eine sofortige Antibiotikagabe ist angezeigt, wird aber oft zu spät begonnen.
Prophylaktisch ist auf gute Hygiene und ausreichende Biestmilchaufnahme zu achten. Ansonsten ist eine Muttertierschutzimpfung zu empfehlen, und, falls die Impfstämme nicht mit den Krankheitserregern übereinstimmen, stallspezifische Vakzine. Möglich ist auch eine passive Immunisierung durch Verabreichung von Biestmilch-Antikörpern.